# Bairdiella
Bairdiella chrysoura es una especie de pez de la familia Sciaenidae en el orden de los Perciformes.

## Especies
Las especies de este género son:
- Bairdiella armata Gill, 1863
- Bairdiella batabana
- Bairdiella chrysoura (Lacépède, 1802)
- Bairdiella ensifera (Jordan & Gilbert, 1882)
- Bairdiella icistia (Jordan & Gilbert, 1882)
- Bairdiella ronchus (Cuvier, 1830)
- Bairdiella sanctaeluciae